# Kendrick Sampson
Kendrick Sampson (Houston, Texas, 8 de marzo de 1988) es un actor estadounidense . Es conocido por interpretado a Jesse en The Vampire Diaries y a Caleb Hapstall en How to Get Away with Murder.

## Biografía
Sampson nació en Houston, Texas proveniente de una familia músicos. Se mudó a Los Ángeles para perseguir su carrera de actuación.

### Carrera
Sampson comenzó su carrera protagonizando comerciales para Church's Chicken y Chevy, así mismo, consiguió un papel en la película Resurrection: The J.R. Richard Story. También ha aparecido como estrella invitada en series de televisión tales como GRΣΣK, CSI: Crime Scene Investigation y Days of Our Lives, así como en los cortometrajes This Boy's Dream, The Sidelines y Le Rougarou.
El 12 de julio de 2013, se dio a conocer que fue elegido para interpretar de forma recurrente a Jesse en la quinta temporada de The Vampire Diaries. A principios de 2014, Sampson fue contratado para dar vida a Dean Iverson como parte del elenco principal de la miniserie de Fox Gracepoint, adaptación de la serie de televisión británica Broadchurch emitida por la ITV.
El 22 de julio de 2015, se dio a conocer que Sampson fue elegido como parte del elenco recurrente de la segunda temporada de How to Get Away with Murder, interpretando a Caleb Hapstall.

## Filmografía
| Cine       | Cine                                 | Cine           | Cine              |
| Año        | Película                             | Rol            | Notas             |
| ---------- | ------------------------------------ | -------------- | ----------------- |
| 2005       | Resurrection: The J.R. Richard Story | Lamar          |                   |
| 2011       | This Boy's Dream                     | Locutor        | Cortometraje      |
| 2012       | The Sidelines                        | Fred Billings  | Cortometraje      |
| 2015       | Le Rougarou                          | Henri          | Cortometraje      |
| 2022       | Something from Tiffany's             | Ethan Greene   |                   |
| 2025       | Michael                              | Diana Ross     | En filmación      |
| Televisión |                                      |                |                   |
| Año        | Título                               | Rol            | Notas             |
| 2008       | GRΣΣK                                | Woodchuck      | 2 episodios       |
| 2010       | CSI: Crime Scene Investigation       | Derrick Gold   | 1 episodio        |
| 2011       | Days of Our Lives                    | Jay Jordan     | 1 episodio        |
| 2013       | The Vampire Diaries                  | Jesse          | 5 episodios       |
| 2014       | Gracepoint                           | Dean Iverson   | Elenco principal  |
| 2015       | How to Get Away with Murder          | Caleb Hapstall | Elenco recurrente |
| 2016       | Supernatural                         | Max Banes      | 2 episodios       |